# Scutocyamus parvus
Scutocyamus parvus is een vlokreeftensoort uit de familie van de Cyamidae. De wetenschappelijke naam van de soort is voor het eerst geldig gepubliceerd in 1974 door Lincoln & Hurley.